# Le Mariage de Victorine (pièce de théâtre)
Pour les articles homonymes, voir Le Mariage de Victorine.
Le Mariage de Victorine est une pièce de théâtre de l'écrivaine française George Sand, plus précisément une comédie en trois actes, créée le 26 novembre 1851 à Paris au théâtre du Gymnase-Dramatique. Elle forme une suite à la pièce de Michel-Jean Sedaine Le Philosophe sans le savoir (créée en 1765).

## Synopsis
La scène est dans une grande ville de France en 1765. 

### Acte I
L'acte I a pour décor un grand cabinet de travail chez les Vanderke. La jeune Victorine est la fille d'Antoine, l'homme de confiance de M. Vanderke, un riche négociant. Au début de la pièce, Antoine et M. Vanderke ont arrangé le mariage entre Victorine et Fulgence, le comptable de M.Vanderke. Mais plus le mariage approche, plus Victorine se montre triste et hésitante. Fulgence, très amoureux, manque de confiance en lui et a tendance à se montrer jaloux. Il se montre froid envers Alexis Vanderke, le fils de M. Vanderke, pourtant bien intentionné à son égard. Fulgence, agacé par la grande complicité qu'il observe entre Alexis et Victorine, forme en secret le projet de quitter la maison dès après le mariage, en emmenant Victorine avec lui. Il tente de parler à Victorine, mais tous deux ne s'entendent pas bien : Victorine croit aimer Fulgence mais ce dernier a l'impression qu'elle ne fait que se résigner à la volonté de son père. Les Vanderke offrent à Victorine une dot fastueuse en dépit des protestations d'Antoine ; Fulgence est affecté et Victorine n'arrive pas à s'en réjouir. Alexis la voit pleurer à l'insu de tous et tente de la réconforter. Il lui offre une montre qu'il lui avait confiée en signe d'affection la veille d'un jour où il devait se battre en duel et où elle s'inquiétait pour lui : elle redevient aussitôt tout heureuse. Antoine s'en réjouit, mais Fulgence en conçoit encore plus de jalousie.

### Acte II
L'acte II se déroule dans un salon de la maison des Vanderke. M. Vanderke a souscrit un crédit important à des Américains dont on l'engage à se méfier, mais, par humanité, il se refuse à leur reprendre l'argent. Alexis projette de partir bientôt en voyage à Paris. Cela conduit M. Vanderke à presser l'organisation du mariage entre Victorine et Fulgence, mais Victorine s'effarouche et aucune date n'est fixée. Fugence prend Victorine à part et lui explique son désir de quitter la maison Vanderke pour s'installer ailleurs avec elle, mais elle refuse catégoriquement. M. Vanderke et Antoine les rejoignent, surpris de leur attitude renfrognés. Victorine déclare qu'ils ne peuvent pas se marier. Fulgence révèle à Vanderke son intention de partir après le mariage, ce qui l'étonne. Fulgence prend Vanderke à part et lui explique pour quelle raison il veut partir : il voudrait être le seul à offrir des bienfaits à sa future femme, trop aimée dans la maison Vanderke où elle ne pourrait pas concentrer sa tendresse sur lui. Vanderke comprend et conseille de retarder le mariage jusqu'à ce que Victorine soit assez confiante pour quitter la maison Vanderke avec Fulgence. Pendant ce temps, Antoine parle à Victorine et obtient son consentement pour quitter la maison Vanderke avec son futur mari, à condition qu'Antoine les suive. Une fois seul avec Vanderke, Antoine révèle qu'il n'a pas l'intention de quitter sa maison et qu'il a menti pour mettre Victorine en confiance. M. Vanderke s'étonne et devine les pensées d'Antoine : il comprend que Fulgence est de caractère jaloux et qu'il en veut à Alexis de sa proximité avec Victorine. M. Vanderke fait chercher son fils et lui commande de partir pour Paris sur-le-champ ; Alexis est attristé mais obéit. En partant avec Antoine, il s'inquiète du chagrin de Victorine. Antoine l'assure que les hésitations de Victorine sont sans conséquence et qu'elle sera bien avec Fulgence. Sophie, amie de Victorine, essaie de recueillir des confidences sur ses sentiments, sans succès. Victorine apprend par Mme Vanderke le départ brusque d'Alexis qui n'assistera donc pas au mariage. Alexis fait ses adieux à Victorine qui a beaucoup de chagrin ; sitôt après son départ, elle tombe évanouie.

### Acte III
L'acte III a pour décor l'appartement de Sophie. Sophie est persuadée qu'Alexis et Victorine sont amoureux, mais M. Vanderke n'est pas convaincu que les sentiments d'Alexis soient sérieux, raison pour laquelle il l'a éloigné afin de laisser libre cours au mariage de Victorine avec Fulgence. Antoine vient remettre à M. Vanderke une lettre qu'il a trouvée sur son bureau. M. Vanderke confie ses doutes à Antoine, qui le rassure, mais convient que Fulgence est d'une humeur massacrante ce soir-là alors que tout va bien pour lui. La lettre annonce la faillite des Américains qui doivent de l'argent à Vanderke. Vanderke a déjà pris des précautions, mais il veut garder la nouvelle secrète pour ne pas inquiéter les siens. Antoine va chercher la personne qui a apporté la lettre. Il croise Fulgence, lequel, nerveux et désagréable, est persuadé qu'Alexis est dans la maison. Ils parlent vivement et Fulgence déclare qu'il n'est pas fait pour aimer car il se méfie de tout le monde. Antoine, en colère, lui confie cependant qu'il le comprend car lui aussi a été jaloux dans sa jeunesse. Fulgence laisse Antoine à ses recherches et se tourmente seul, étonné de la méchanceté dont il se sent envahi. Il cherche Alexis de son côté et croise Sophie, qui l'oriente dans une direction. 
Fulgence à peine parti, Alexis entre chez Sophie par l'autre direction : il est rentré de Paris en secret pour transmettre la lettre, et il s'apprête à repartir aussitôt. Il s'informe cependant du mariage et du bien-être de Victorine, et il finit par avouer qu'il en est amoureux. Sophie cache Alexis en voyant approcher les Vanderke et Antoine. Tous s'inquiètent de l'étrange état de Victorine. Antoine a de plus en plus d'hésitation, mais tente de conforter Victorine dans le sens de son devoir : elle doit épouser Fulgence. Il fait allusion au qu'en-dira-t-on et aux reproches qu'on ferait à Victorine si l'on pensait qu'elle a eu l'ambition d'épouser Alexis Vanderke, beaucoup plus riche qu'elle. Victorine, en larmes mais résolue à épouser Fulgence pour garder bonne réputation, va se coucher. Sophie la voit passer et reproche à Antoine d'être insensible ; Antoine s'inquiète de plus en plus.
Sophie emmène Victorine chez elle et Alexis finit par sortir de l'armoire où il s'était caché. Victorine feint la froideur avec lui, mais Sophie l'engage à se montrer sincère. Alexis se dit prêt à s'opposer au mariage. On frappe à la porte et Alexis, qui ne veut plus se cacher, va ouvrir la porte à Fulgence, qui se trouve conforté dans ses soupçons et veut faire un scandale. Tous deux sonnent. Antoine et les Vanderke arrivent et s'étonnent. Fulgence déclare renoncer au mariage. Alexis refuse de se justifier sur sa présence. En colère, Fulgence quitte la maison et l'emploi de M. Vanderke en refusant toute compensation. M. Vanderke fait des reproches à Alexis. Antoine parle de se retirer et d'envoyer Victorine au couvent. Mais Alexis demande à Antoine la main de Victorine. En dépit des dernières dénégations d'Antoine et d'un évanouissement de Victorine, il est désormais clair que les deux jeunes gens s'aiment. Les Vanderke n'ont plus qu'à donner leur accord.

## Élaboration de la pièce
Le Mariage de Victorine reprend les personnages de la pièce Le Philosophe sans le savoir, un drame bourgeois de Michel-Jean Sedaine créé en 1765, dont elle forme une suite. Dans sa préface, George Sand évoque son admiration pour ce dramaturge et son envie d'écrire une pièce formant un hommage à son œuvre.
La première représentation du Mariage de Victorine a lieu le 26 novembre 1851 à Paris, au Théâtre du Gymnase-Dramatique, alors dirigé par Montigny.

## Personnages et distribution de 1851
| Acteurs et actrices ayant créé les rôles en 1851 |                   |
| Personnage                                       | Acteur ou actrice |
| Vanderke père, riche négociant.                  | MM. Dupuis        |
| Alexis Vanderke, son fils, officier de marine.   | Bressant          |
| Antoine, homme de confiance de M. Vanderke.      | Geoffroy          |
| Fulgence, un des commis de Vanderke.             | Lafontaine        |
| Madame Vanderke                                  | Mme Mélanie       |
| Sophie, fille de M. et Mme Vanderke.             | Mme Figeac        |
| Victorine, fille d'Antoine.                      | Rose-Chéri        |
| Un domestique.                                   |                   |

## Histoire éditoriale
La pièce est éditée chez E. Blanchard en 1851, l'année de sa création au théâtre. Elle est rééditée dans la seconde moitié du siècle aux éditions Michel-Lévy frères, soit groupée avec d'autres pièces de la dramaturge dans des éditions du Théâtre de George Sand en 1860 et 1867 soit sous la forme d'un volume indépendant ne contenant que cette pièce en 1866 et en 1869. Après la mort de Sand en 1876, c'est l'éditeur Calmann-Lévy qui réédite la pièce au sein du Théâtre complet de George Sand en 1877 et la pièce seule en 1879.
La pièce reste régulièrement rééditée dans la première moitié du XXe siècle. Un volume regroupant Le Philosophe sans le savoir de Sedaine et Le Mariage de Victorine de George Sand paraît à Paris aux éditions Gedalge en 1913. Les éditions Hatier publient la pièce dans leur collection de poche « Les classiques pour tous » en 1932, accompagnée d'une Notice et de notes par Mlle Vincent. Quatre ans après, en 1936, les éditions Delamain et Boutelleau publient la pièce avec la mention Texte conforme à la représentation de la Comédie Française.
La pièce ne semble plus connaître de réédition jusqu'en 2005, année où elle est rééditée par les éditions Indigo et Côté-Femmes en tant que tome 9 du Théâtre de George Sand.